# Hexafluorură de sulf
Hexafluorura de sulf (formula chimică SF6) este un compus anorganic, un gaz de seră, incolor, inodor, neinflamabil și un izolator electric excelent. SF6 are o geometrie octaedrică, constând din șase atomi de fluor atașați la un singur atom de sulf. Compusul are o moleculă hipervalentă. Tipic pentru un gaz nepolar, acesta este greu solubil în apă, dar destul de solubil mai ales în solvenți organici nepolari. În general, este transportată ca gaz comprimat lichefiat. Are o densitate de 6,12 g/l la condiții de nivel al mării, considerând mai mare decât densitatea aerului (1,225 g/l).

## Sinteză

### Reacții
Hexafluorura de sulf poate fi preparată din elemente prin expunerea sulfului la fluor. Aceasta metodă a fost utilizată și de către descoperitorii Henri Moissan și Paul Lebeau în 1901. Unele fluoruri de sulf sunt cogenerate, dar acestea sunt eliminate prin încălzirea amestecului pentru a disproporționa orice compus din S2F10 (care este foarte toxic) și apoi se spală produsul cu hidroxidul de sodiu (NaOH) pentru a distruge SF4 rămas. Ca urmare, prin folosirea bromului, hexafluorura de sulf poate fi sintetizată din tetrafluorură de sulf (SF4) și CoF3 la temperaturi mai scăzute (de exemplu, -100 de grade Celsius), după cum urmează:
{\displaystyle \mathrm {2CoF3+SF_{4}+(Br_{2})\rightarrow SF_{6}+2\,CoF_{2}+(Br_{2})} }
Practic, nu există nicio reacție chimică pentru SF6. O contribuție majoră la inerția hexafluorurii de sulf (SF6) este împiedicarea sterică a atomului de sulf, întrucât acestea mai grele decât grupa 16, cum ar fi SeF6, sunt mai reactive decât hexafluorura de sulf, ca urmare a unor obstacole sterice mai mici (a se vedea exemplul de hidroliză). Nu reacționează cu sodiul topit sub punctul de fierbere,  dar reacționează exotermic cu litiul.

## Aplicații
Mai mult de 10.000 de tone de hexafluorură de sulf sunt produse pe an, dintre care majoritatea (peste 8.000 de tone) se utilizează ca mediu dielectric gazos în industria electrică. Alte utilizări principale includ un gaz nobil pentru turnarea magneziului și o umplutură inertă pentru ferestrele dotate cu termopan.

### Mediul dielectric
SF6 este utilizat în industria electrică ca mediu dielectric gazos pentru întrerupătoare de înaltă tensiune, aparate de comutație și alte echipamente electrice, înlocuind adesea întreruptorii de circuit cu ulei (OCB) care pot conține PCB-uri dăunătoare. Gazul sub presiune este folosit ca izolator în aparat de distribuție cu izolație gazoasă (GIS) deoarece are o rezistență dielectrică mult mai mare decât aerul sau azotul uscat. Rezistența dielectrică ridicată este rezultatul electronegativității și densității ridicate ale gazului. Această proprietate face posibilă reducerea semnificativă a dimensiunii uneltei electrice. Acest lucru face ca GIS să fie mai adecvat pentru anumite scopuri, cum ar fi plasarea în interior, spre deosebire de uneltele electrice izolate cu aer, care necesită cât mai mult spațiu. Echipamentul electric izolat cu gaz este mai rezistent și la efectele poluării și climatului, precum și fiind mai fiabil în ceea ce privește funcționarea pe termen lung datorită mediului de operare controlat. Expunerea la un arc electric străpunge din punct de vedere chimic SF6, deși majoritatea produselor de descompunere au tendința de a reformata rapid SF6, printr-un proces denumit "auto-vindecare". Descărcările de arc electric sau corona pot produce decafluorură disulfurică (S2F10), un gaz extrem de toxic, cu toxicitate similară cu cea a fosgenului. S2F10 a fost considerat un agent potențial de război chimic în cel de-al Doilea Război Mondial deoarece nu produce lacrimare sau iritare a pielii, oferind astfel un puțin avertisment de expunere. SF6 este întâlnit și în mod obișnuit ca o înaltă tensiune dielectrică în aprovizionarea de înaltă tensiune a acceleratoarelor de particule, cum ar fi generatoarele Van de Graaff, instalațiile de Pelletron și microscoapele electronice de înaltă tensiune.